# Edwin Outwater
Edwin Maurice Outwater (né la 12 avril 1971 à Santa Monica, Californie) est un chef d'orchestre américain.

## Éducation
Né à Santa Monica, Californie, Edwin Outwater est entré à l'Université Harvard, obtenant en 1993 un diplôme en littérature anglaise. Pendant ses études à Harvard, il a été le directeur du Bach Society Orchestra (en), et a écrit la musique pour la 145e production annuelle du Hasty Pudding Theatricals. Il a obtenu le master de chef d'orchestre de l'Université de Californie à Santa Barbara, où il a fait ses études avec Heiichiro Ohyama et Paul Polivnick.

## Carrière
Outwater est le chef du Kitchener-Waterloo Symphony (en) à Ontario, Canada depuis septembre 2007.
De 2001 à 2006, Edwin Outwater a été chef résident de l'Orchestre symphonique de San Francisco, et de 2001 à 2005, il a été le chef du San Francisco Symphony Youth Orchestra (en). Durant cette époque, il a dirigé l'orchestre lors de tous ses concerts ainsi que pendant sa tournée en Europe durant l'été 2004. À l'occasion de cette tournée, l'orchestre a fait ses débuts au Musikverein de Vienne, au Théâtre des Champs-Élysées à Paris, et au Concertgebouw d'Amsterdam.
En Amérique du Nord, Outwater a été chef invité de l'Orchestre symphonique de Chicago, de l'Orchestre philharmonique de Los Angeles au Hollywood Bowl, ainsi que des orchestres suivants : Orchestre symphonique de Houston, Orchestre symphonique de Seattle, Colorado Symphony, Orchestre symphonique de San Diego, Indianapolis Symphony, Orchestre philharmonique de Brooklyn, Orchestre symphonique de l'Utah, Phoenix Symphony, North Carolina Symphony, Honolulu Symphony, Edmonton Symphony, Louisiana Philharmonic, New Mexico Symphony, Alabama Symphony, et le Santa Barbara Symphony. Sur le plan international, il a dirigé l'Orchestre de Bretagne, l'Adelaide Symphony, et le National Youth Orchestra of New Zealand.
Avant de rejoindre l'Orchestre symphonique de San Francisco, Outwater a été chef résident du Florida Philharmonic. Il a aussi occupé les postes de chef associé du Festival-Institute à Round Top, chef principal de l'Adriatic Chamber Music Festival à Molise, Italie, et chef assistant du Tulsa Philharmonic.
En mars 2011, il a conduit le YouTube Symphony Orchestra à l'Opéra de Sydney.